# Vilak
Vilak (mađ. Rinyaújlak)je selo u južnoj Mađarskoj.
Zauzima površinu od 24,26 km četvorna.

## Zemljopisni položaj
Nalazi se na 46° 5' 7" sjeverne zemljopisne širine i 17° 25' 11" istočne zemljopisne dužine. 
Csokonyavisonta je 1 km istočno, zaštićeno područje Csokonyavisontski šumski pašnjak je 3 km jugoistočno, Orač (Arača) je 3 km jugozapadno, Bokasovo je 4,5 km sjeverozapadno, Aromec je 7 km zapadno-sjeverozapadno, Krajevo je 8 km sjeverno-sjeverozapadno, Grgetka je 5 km sjeveno-sjeveroistočno.

## Upravna organizacija
Upravno pripada Barčanskoj mikroregiji u Šomođskoj županiji. Poštanski broj je 7556.

## Povijest
1401. se spominje pod imenom Laak, a od 15. stoljeća kao Wylaak.

## Promet
1,5 km istočno od sela prolazi državna cestovna prometnica br. 68.

## Stanovništvo
Vilak ima 348 stanovnika (2001.). Većina su Mađari, 6% su Romi.

## Poznate osobe
- Bálint Arany  (Vilak, 28. veljače 1901. - Budimpešta, 24. studenoga 1987.), političar
- László Garami (Vilak, 5. listopada 1921.)

## Vanjske poveznice
- (mađ.) Plan Vilaka  Arhivirana inačica izvorne stranice od 1. listopada 2007. (Wayback Machine)